# Călin Popescu-Tăriceanu
Călin Popescu-Tăriceanu (født 14. januar 1952 i Bukarest) var Rumæniens premierminister i 2004-08.
Han er medlem af det Nationalliberale parti. Han har også været industri- og handelsminister (1996-97) og udenrigsminister (2007). Forholdene mellem Popescu og præsident Băsescu var meget spændt.
1. ↑  Navnet er anført på bokmål og stammer fra Wikidata hvor navnet endnu ikke findes på dansk.
2. ↑  Navnet er anført på engelsk og stammer fra Wikidata hvor navnet endnu ikke findes på dansk.
3. ↑  Navnet er anført på svensk og stammer fra Wikidata hvor navnet endnu ikke findes på dansk.
4. ↑  Navnet er anført på engelsk og stammer fra Wikidata hvor navnet endnu ikke findes på dansk.
5. ↑  Navnet er anført på bokmål og stammer fra Wikidata hvor navnet endnu ikke findes på dansk.